# Systofte Skovby
Systofte Skovby is een plaats in de Deense regio Seeland, gemeente Guldborgsund. De plaats telt 338 inwoners (2008).